# سیارک ۲۷۵۲۵
سیارک ۲۷۵۲۵ (به انگلیسی: 27525 Vartovka، نامگذاری:2000HZ34) بیست و هفت هزار و پانصد و بیست و پنجمین سیارک کشف شده‌است که در ۲۹ آوریل ۲۰۰۰ کشف شد.